# Vi har ett liv tillsammans
"Vi har ett liv tillsammans" är en svensk dansbandslåt från 1998, skriven av Per Arne Thigerberg och Marie Arturén. Den spelades in av Hedez och släpptes som singel.
Hedez gav ut singeln på det egna bolaget Härjedalen Music. Som B-sida valdes låten "I hela mitt liv", skriven av Anders Eltebo. "Vi har ett liv tillsammans" finns också utgiven på samlingsalbumen 100% dansband: vol. 5 och Sveriges bästa dansband: 4, 98.
"Vi har ett liv tillsammans" låg tre veckor på Svensktoppen 28 februari–14 mars 1998. Första veckan nådde låten plats tio för att därefter ligga på plats nio under två veckor. Det var första gruppen tog sig in på Svensktoppen.

## Låtlista
1. "Vi har ett liv tillsammans" (Per Arne Thigerberg, Marie Arturén)
2. "I hela mitt liv" (Anders Eltebo)